# Cleveland Stokers
I Cleveland Stokers furono un club calcistico statunitense di Cleveland (Ohio): nato nel 1967 e sciolto un anno dopo disputò nel 1967 l'unica edizione del campionato dell'USA-United Soccer Association; nel 1968 militò invece nella stagione d'esordio della North American Soccer League.

## Storia
Gli Stokers erano una delle squadre facenti parte dell'USA (in pratica la NASL con un diverso nome, ma che conservava il diritto a fregiarsi del campionato di Prima Divisione su riconoscimento della FIFA) nel 1967: quell'edizione della Lega fu disputata utilizzando squadre europee e sudamericane in rappresentanza di quelle della USA, che non avevano avuto tempo di riorganizzarsi dopo la scissione che aveva dato vita al campionato concorrente della National Professional Soccer League I. 
La squadra di Cleveland fu rappresentata dagli inglesi dello Stoke City (da cui il nome di Stokers, in omaggio alla squadra d'oltreoceano), ma non si qualificò per i play-off.
La franchigia originale era di proprietà del maggiore azionista dei Cleveland Indians, squadra di baseball. Alla fine del 1967 il marchio fu ceduto e venne rilevato da una cordata che, per prepararsi al torneo NASL 1968, acquistò in blocco i Philadelphia Spartans (che avevano partecipato alla effimera NPSL I, ma il cui club non aveva intenzione di disputare la NASL).
Nel 1968 la squadra disputò il campionato della NASL e giunse fino alla semifinale e ivi sconfitta dagli Atlanta Chiefs, che avrebbero poi vinto il titolo.
Il club fu sciolto alla fine del 1968 dopo che non ebbe lo sperato ritorno di immagine (5.400 spettatori fu la media per gara del biennio).

## Allenatori
- Tony Waddington (1967)
- Norman Low (1968)